# David Kölderer von Burgstall
David Kölderer von Burgstall (né vers 1536, mort le 22 juin 1579) est le cinquantième évêque de Ratisbonne et prince-évêque de la principauté épiscopale de Ratisbonne de 1567 à sa mort.

## Biographie
David Kölderer von Burgstall étudie la théologie à l'université de Fribourg et à l'université d'Ingolstadt. Après son ordination en 1561, il est kustos (de) et diacre de la cathédrale de Ratisbonne. Le 6 février 1567, alors qu'il a environ trente ans, il fut élu évêque de Ratisbonne par le chapitre de la cathédrale. Ce n'est que deux ans après l'élection que le pape Pie V donne la confirmation en 1569 ; la raison serait des rumeurs sur une relation entre David Kölderer von Burgstall et une religieuse.
L'acceptation et la mise en œuvre progressives des demandes de réforme du concile de Trente dans les diocèses bavarois ont lieu pendant l'épiscopat de Kölderer von Burgstall. Les synodes provinciaux, réunis à Salzbourg en 1569 et 1573, exigent l'établissement de séminaires pour une meilleure formation scientifique et spirituelle des prêtres diocésains, la lutte contre le concubinage parmi le clergé, la réforme de la liturgie et la mise en place de visites régulières dans le paroisses par les évêques. Les synodes diocésains tenus en 1569, 1571, 1576 et 1577 montrent les efforts sérieux de Kölderer von Burgstall pour mettre en œuvre ces demandes de réforme dans son diocèse. Néanmoins le chapitre de la cathédrale de Ratisbonne ne le soutient : ses membres, comme la plupart des membres des monastères féminins et masculins de la cité épiscopale, ne sont pas des exemples de moralité et refusent les réformes financières. Le nonce apostolique Bartolomeo Porcia (de), dans son rapport de visite de 1573, qualifie le clergé de Ratisbonne de probablement le plus dépravé de toute l'Allemagne. Le pape Grégoire XIII réussit par écrit à persuader le duc Albert V de Bavière de rendre visite à l'évêque David Kölderer von Burgstall et d'initier des efforts de réforme.
L'épitaphe de l'évêque le montre en magnifique tenue officielle et avec les insignes de l'évêque.